# 動態模擬
動態模擬（英語：Dynamic simulation）是用電腦程式來模擬系統在不同時間下的特性。系統一般會用常微分方程或偏微分方程來描述。
當数学模型加入了真實世界中的一些限制（例如背隙或是急停後的反彈），系統會有非線性特性，因此會需要利用數值方法來求解問題。计算机模拟會在一定的時間內，計算其導數曲線下的面積，以此方式來計算積分量的近似值。有些方式在每一次增加的時間量是固定值，有些方式則會自動調整增加的時間量，一方面使誤差維持在可允許範圍內，也可以節省運算時間。有些方式則是在模擬模型的不同部份使用不同的時間增加量。動態系統有許多工業應用例，範圍包括核電廠、汽輪機、車輛建模的六自由度分析、馬達、計量經濟模型、生物系統、機械手臂、質量－彈簧－阻尼系統、液壓系統、以及通過人體遷移的藥物劑量等。這些模型可以實時執行，其虛擬反應類似真實系統。在过程控制及机械电子学系統中格外適用，在設計自动控制系統時，配合動態模擬，可以在連接真實系統之前先進行調適，也可以在人員控制實際系統之前先進行訓練。
模擬也常用在電腦遊戲中，也可以用物理引擎進行加速。物理引擎是許多计算机图形软件（例如3ds Max、Maya、LightWave 3D等）中使用的強大技術，可以模擬實際的物理特性。在電腦模擬中，可以針對像毛发、布、液体、火或是顆粒來進行建模，而動畫師繪製的是較簡單的物件。電腦為基礎的動畫最早用在1989年皮克斯动画工作室的短片Knick Knack （页面存档备份，存于）中，內容是將雪及小石頭移到魚缸中。

## 動態模擬的例子

活塞運動方程

動畫是由系統動態模擬軟體以及3D建模器所製作。計算的值和活塞桿及曲柄的參數有關。
在此例中是用曲柄來驅動，可以改變轉動速度、活塞桿的長度及半徑，而活塞的參數（例如內部的壓力）也會隨之改變。

## 外部連結
- Textbook and lectures on dynamic simulation